# Sonja Ferlov
Sonja Ferlov Mancoba, född 1 november 1911 i Köpenhamn, död 17 december 1984 i Paris, var en dansk skulptör.
Ferlov tillhörde på 1930-talet det avantgarde som introducerade surrealismen och den abstrakta konsten i Danmark. Under andra världskriget vistades hon i Paris där hon bland annat influerades av Alberto Giacometti. Där mötte hon också sin blivande make, Ernest Mancoba, konstnär från Sydafrika. 1946–1952 bodde familjen i Danmark, och hon ingick för en tid i konstnärsgrupperna Høst och Cobra. Från början av 1950-talet till sin död levde och verkade hon med sin familj i Paris. Hennes verk finns på ett flertal museer i Danmark, och 2019 visades en stor retrospektiv utställning i Köpenhamn och Paris.

## Biografi
Ferlov föddes 1911 i en förmögen borgerlig Köpenhamnsfamilj. Fadern var parfymhandlare. Vid hans bortgång uppdagades att han var djupt skuldsatt, och änkan och barnen tvingades flytta och anpassa sig till betydligt påvrare förhållanden. Hon påbörjade trots föräldrarnas protester förberedande konststudier och blev antagen vid Konstakademin. Hon umgicks i progressiva kretsar och var delaktig i gruppen Linien, inspirerad av den abstrakta konsten, surrealismen och Bauhausskolan.
1936 flyttade Ferlov till Paris för vidare studier och träffade där sin blivande make Ernest Mancoba, konststuderande från Sydafrika. Under den tyska ockupationen fängslades Mancoba, och paret gifte sig i fånglägret.
Efter kriget flyttade paret 1946 till Danmark, där de bosatte sig utanför Roskilde. De fick 1947 sonen Wonga.
1952 återvände familjen till Frankrike, efter att ha upplevt rasism och ogästvänlighet i den danska miljön. Några år var de utfattiga och fick med vänners hjälp boende i Oigny-en-Valois, i en lantlig miljö utan bekvämligheter. 1961 fick de möjlighet att flytta in i en liten butikslokal i Montparnasse där de alla tre var verksamma som konstnärer livet ut.

## Konstnärskap
Under de tidigare studieåren var Ferlov fokuserad på bildkonst. Under en vistelse med konstnärsvänner på Bornholm började hon skapa skulpturer, och detta kom att bli hennes huvudsakliga fortsatta konstnärliga uttrycksform efter att hon 1936 flyttat till Paris. Där lärde hon känna många av modernismens konstnärer, som Giacometti, Miró och Max Ernst.
Redan under barndomen var hon fascinerad av masker och skulpturer från afrikanska kulturer som hon kom i kontakt med hos bekanta till familjen. Under inflytande av sin blivande make Ernest Mancoba, konststuderande från Sydafrika, inspirerades hon fortsatt av afrikansk primitiv konst. Sina skulpturer utförde hon vanligen i gips eller lera och motiven liknar ofta masker eller totemfigurer.
Trots släktskapet med den moderna abstrakta konsten tog hon så småningom avstånd från dess övriga utövare som hon menade blivit insmickrande och producerande för en köpande publik. Hon arbetade inte med avsikt att framställa en specifik föreställande konst utan sökte förmedla dess andliga innehåll.
Under de år familjen bodde i Danmark inviterades de båda konstnärerna att ställa ut tillsammans med den danska gruppen Høst. Där mötte de också de inflytelserika konstnärerna i gruppen Cobra. Men gruppen Høst upplöstes efter meningsskiljaktigheter, och genom avsaknaden av en plattform för att nå en intresserad publik fick Ferlov och Mancoba svårt att nå ut med sitt konstnärskap. I konstnärskretsar var hon känd och beundrad, men utanför dessa var hon tämligen anonym. Hennes verk uppfattades representera primitivismen inom konsten, ett begrepp som hon dock själv var mycket kritisk till och menade ofta användes nedsättande.
Ferlov var kritisk till sina egna verk och arbetade mycket länge med varje skulptur. Det hände att hon förstörde även kända verk, bland annat ett av hennes debutverk, Ugle. Det finns sålunda enbart 120 verk bevarade. Hon finns dock representerad på ett flertal danska museer. 2019 visades en stor retrospektiv utställning på Statens Museum for Kunst i Köpenhamn och i Centre Pompidou i Paris.

## Ferlov i kulturen
Ferlov har blivit föremål för flera monografier och andra verk. 1979 kom Troels Andersens Sonja Ferlov Mancoba (ISBN 8741848543), och 2023 utgavs Kriger uden maske, författad av Hanne-Vibeke Holst och översatt till svenska som Kvinna utan mask (ISBN 9789130079537). I Holsts roman skildras Ferlovs ungdomsår och tiden i Paris fram till slutet på andra världskriget.
Dokumentärfilmen Sonja Ferlov Mancoba – en dansk billedhugger i Paris färdigställdes 1983 av Torben Glarbo, Gertrud Købke Sutton och Anne Vinterberg. Filmen visar fram ett besök i konstnärens ateljé och samtal med den åldrande konstnären.
Kilder til dansk kunsthistorie förvaltar ett arkiv innehållande brev, fotografier och andra dokument donerader efter konstnärens död av sonen Wonga.

## Utställningar och verk

### Utställningar (i urval)
- 1935 Odense, Den surrealistiske udstilling[7]
- 1948 Høstudstillingen
- 1949 Høstudstillingen
- 1968 Den frie Udstilling, Köpenhamn
- 1977 Kunstforeningen i København
- 2019, Centre Pompidou, Paris
- 2019 Statens Museum for Kunst, Köpenhamn
- 2021 Bornholms Kunstmuseum
- 2023 Museum Cobra, Amstelveen

### Offentliga verk
Ferlovs verk finns inköpta eller utställda på följande danska institutioner:
- Statens Museum for Kunst
- Museum Jorn
- Esbjerg kunstmuseum
- Randers Kunstmuseum
- Bornholms Kunstmuseum
- Aarhus Kunstmuseum
- Louisiana Museum of Modern Art
- Kastrupgårdsamlingen
- Brandts Museum for kunst och visuel kultur
- Holstebro Kunstmuseum
- Museum Sønderjylland
- KØS Museum for kunst i det offentlige rum

## Priser och utmärkelser
- 1964 Statens Kunstfonds stipendium
- 1970 Det Anckerske Legat
- 1971 Tagea Brandts Rejselegat
- 1977 Thorvaldsens Medalj och Niels Larsen Stevns Medaljen.